# Jim Pollard
Jim Pollard, známý též jako „The Kangaroo Kid“ (9. července 1922 Oakland – 22. ledna 1993 Stockton) byl americký basketbalový hráč (1947–1955) a později kouč (1955–1972). Je považován za jedno z nejlepších křídel 50. let. Během své osmileté hráčské kariéry v NBA, kterou celou odehrál na pozici vyššího křídla u Minneapolis Lakers, se stal s týmem pětkrát šampiónem NBA a čtyřikrát byl vybrán do All Stars týmu.